# صامويلا كايتوغا
صامويلا كايتوغا (بالإنجليزية: Samuela Kautoga)‏ (21 مايو 1987 بسوفا في فيجي - ) هو لاعب كرة قدم فيجي في مركز الدفاع. شارك مع منتخب فيجي لكرة القدم. أما مع النوادي، فقد لعب مع هيكاري يونايتد وLabasa F.C. ‏ ونادي لاوتوكا ونادي أميكال ‏ ونادي با ‏.

## وصلات خارجية
- صامويلا كايتوغا على موقع قاعدة بيانات كرة القدم.إي يو (الإنجليزية)
- صامويلا كايتوغا على موقع ناشيونال فوتبول تيمز (الإنجليزية)
- صامويلا كايتوغا على موقع Soccerway.com (الإنجليزية)
- صامويلا كايتوغا على موقع عالم كرة القدم.نت (الإنجليزية)